# Hui Liangyu

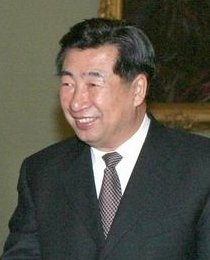
Hui Liangyu

Hui Liangyu (chinesisch 回良玉, Pinyin Huí Liángyù; * 1944 in Yushu, Jilin) ist ein chinesischer kommunistischer Politiker. Er ist Angehöriger der Hui-Nationalität.
Hui Liangyu ist von Beruf Wirtschaftswissenschaftler und absolvierte sein Studium an der Landwirtschaftsschule in Jilin. Nach Tätigkeiten in seiner Heimatprovinz, zuletzt als Vize-Gouverneur von 1987 bis 1990, war er 1994 bis 1999 Gouverneur und anschließend Sekretär der KPCh in Anhui sowie von 1999 bis 2002 Sekretär der KPCh in Jiangsu.
Er war von 2002 bis zu seinem altersbedingten Ausscheiden beim 18. Parteitag der KPCh im November 2012 Mitglied des Politbüros der Kommunistischen Partei Chinas und von 2003 bis 2013 als Vize-Premierminister Mitglied des Staatsrates.